# Imperativ

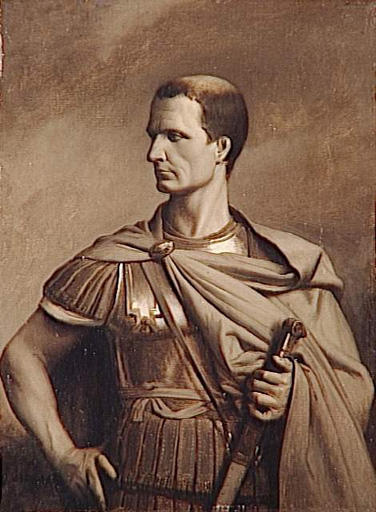
Upřímnost

Rozkazovací způsob či imperativ (z latinského imperativus) je slovesný způsob, jímž se vyjadřuje příkaz, požadavek či zákaz. V mnoha případech může znít použití rozkazovacího způsobu hrubě a nezdvořile. Rozkaz proto bývá mnohdy opisován zdvořilejší cestou skrze použití jiného způsobu.
Ve většině jazyků se rozkazovací způsob používá zejména ve 2. osobě, k níž se mluvčí obvykle obrací. Mnohdy však lze vyjádřit rozkaz i v jiné osobě – časté je tzv. trojčlenné paradigma: 2. osoba jednotného čísla a 1. a 2. osoba množného čísla. V 1. osobě množného čísla se používá zpravidla jako výzva do vlastních řad.
V písmu se výpovědi obsahující rozkazovací způsob ukončují:
- vykřičníkem, jedná-li se o kategorický požadavek (Okamžitě odejdi!);
- v ostatních případech tečkou, jedná-li se zejména o zdvořilou žádost (Prosím, otevři okno.).

## Čeština
V češtině se rozkazovací způsob tvoří od přítomného (prézentního) kmene v 1. osobě množného čísla a ve 2. osobě jednotného i množného čísla. V ostatních případech se rozkaz opisuje (například "Ať jde!")
- Ve 2. osobě jednotného čísla má buď nulové zakončení, nebo přibírá koncovku -i/-ej (dle třídy).
- Ve 2. osobě množného čísla přibírá koncovku -te/-ete/-ejte.
- V 1. osobě množného čísla přibírá koncovku -me/-eme/-ejme.

Příklady:
buď! buďte! buďme!
spi! spěte! spěme!
dělej! dělejte! dělejme!

### Rozkazovací způsob a vid
Jednorázové příkazy se obvykle vyjadřují použitím dokonavého slovesa (např. udělej!), příkazy opakované nebo dlouhodobou platností se vyjádří použitím nedokonavého vidu (např. dělej!).
Zákazy (záporné příkazy) mívají zpravidla dlouhodobou platnost, proto se v záporu tvoří rozkazovací způsob především od nedokonavých sloves (např. nedělej!). Dokonavá slovesa tvoří rozkazovací způsob jen ve sděleních zvláštního charakteru (např. No nekupte to, když je to tak levné!).

## Angličtina
V angličtině se rozkazovací způsob 2. osoby (jednotného i množného čísla) shoduje s infinitivem (bez částice to):
(to) do = dělat, do! = dělej! dělejte!
V jiných osobách se opisuje vazbou se slovesem let (nechat) a předmětovým pádem osobního zájmena, nejčastěji v 1. osobě množného čísla:
let us (= let's) go! = pojďme!
Použití této vazby se do češtiny nepřekládá doslovně:
let him go = ať jde (doslova „nech ho jít!“)
let me see! = ukaž! (doslova „nech mě vidět!“)